# سهل ملاتة
سهل ملاتة من سهول الغرب الجزائري ويتواجد جنوب ولاية وهران وغرب ولاية عين تموشنت.
سهل ملاتة الممتد من شمال جبال التسالة وسهـول غرب وهران إلى غاية وادي المالح

## جغرافيا
يعد سهل ملاته من أخصب سهول المنطقة الغربية للجزائر حيث يتوسط ولاية وهران وولاية بلعباس وولاية عين تموشنت أما شمالا فيحده البحر الأبيض المتوسط.

### بلديات السهل
- حمام بوحجر
- سيدي بومدين
- عين الأربعاء
- واد الصباح
- تامزوغة
- وادي تليلات
- حسيان الطوال
- سيدي الشحمي
- الكرمة.
- طفراوي

## تاريخ
قبائل سكنت السهل:
- قبيلة شافع من بني عامر بن زغبة الهلالي[6]
- قيزة وهم فرقة من بني عامر
- أولاد عبد الله التالي وهم فرقة من بني عامر
- الونازرة وهم الذين سيشكلون العرش الرئيسي في قبيلة الزمالة كانت مساكنهم نواحي تموشنت ثم سكنوا سهل ملاتة

قبائل أخرى:
- قبائل الدوابر[7]

انتشرت في السهل أثناء بدايات الاحتلال الفرنسي قبائل،:
- أولاد غمرة
- أولاد جبارة
- أولاد خالد
- أولاد عبد الله
- أولاد زاير
- بني عامر الشراقة
- بني عامر الغرابة
- أولاد بن عطيــة
- أولاد شريف
- أولاد علي

## اقتصاد

### الزراعة
تشكل الزراعة لدى العديد من القاطنين بالسهل مصدر دخل إذ يعملون على زراعة:
- الحبوب [9]
- الزيتون
- الحمضيات

### تربية المواشي
تعد تربية المواشي السمة البارزة في السهل خاصة وميزة إستقطاب مستثمرين أجانب:
- تربية الأغنام
- تربية الأبقار الحلوبة [11][12]

## تحديات

### توسع السبخة

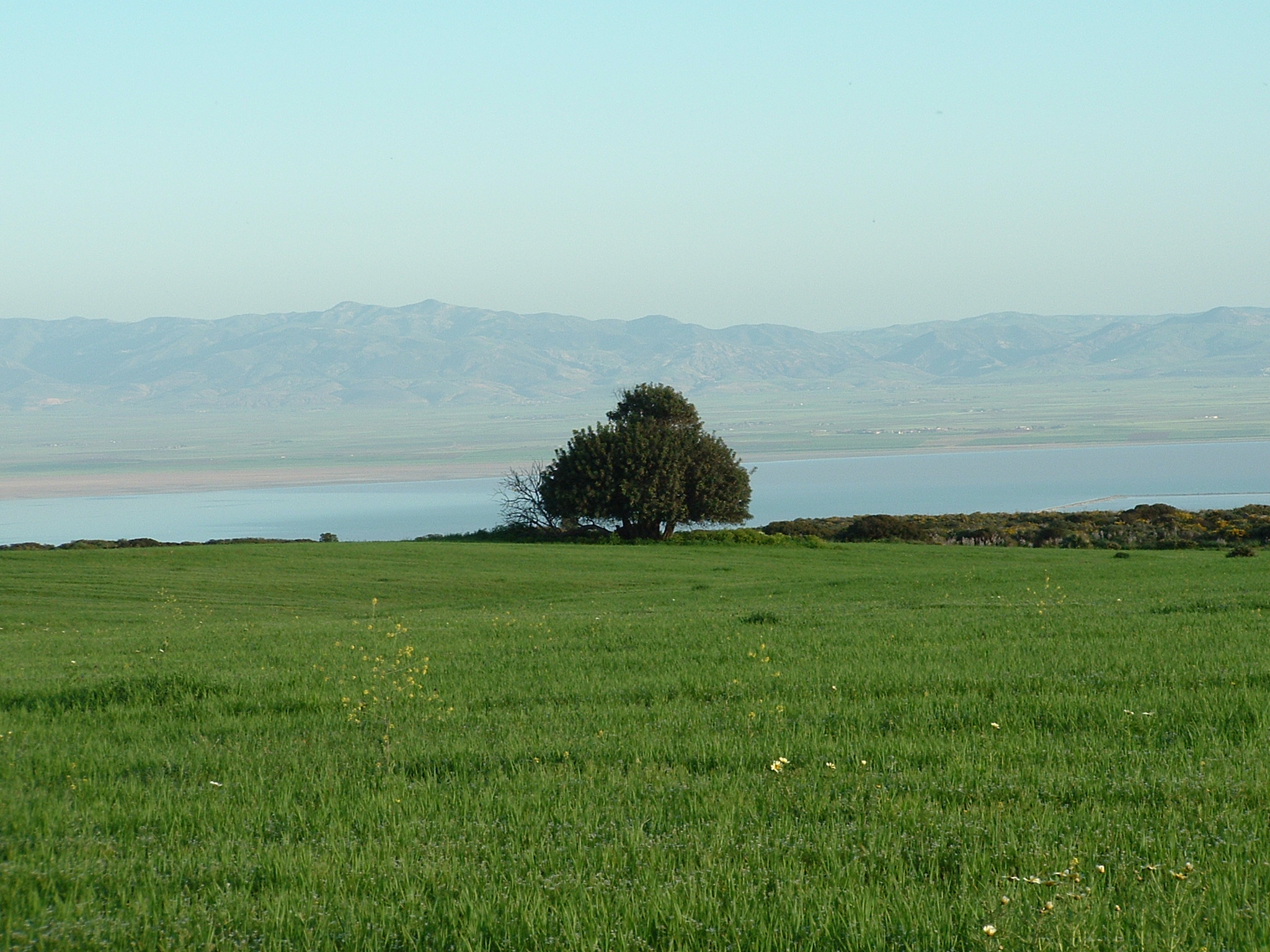
سبخة وهران

توسع سبخة وهران التي تعتبر أكبر سبخة في الغرب الجزائري، تفاقم مخاوف تضرر المزيد من المساحات الزراعية، ولاسيما في ظل تواصل ضخ الفائض من المياه الصادرة عن محطة معالجة المياه القذرة في هذه البحيرة.
وهناك العديد من المساحات المعتبرة من الأراضي الزراعية الخصبة الواقعة بمحاذاة السبخة الملحية، تحولت من خضراء إلى سوداء قاحلة غير قابلة للزراعة، ولاسيما بالمحيطات الفلاحية التابعة لمسرغين، بوتليليس والسانية.

### زحف الملوحة
يعود سبب إرتفاع الملوحة بسهل ملاته بسبب حركة المياه في باطن الأرض وخارجها، حيث يغتبرها المختصون في هذا الشأن مشكلة حقيقية.